# Ouro Verde (Santa Catarina)
Ouro Verde é um município brasileiro localizado no estado de Santa Catarina, na Região Sul do Brasil, distando 542 km da capital catarinense, Florianópolis. Sua população no Censo 2022, segundo o IBGE, era de 2 181 habitantes. Pertence à Região Geográfica Imediata de Xanxerê e a Região Geográfica Intermediária de Chapecó.

## Topônimo
A grande quantidade de pinheiros e erva-mate deram o nome de Ouro Verde a esta terra que antes de chamava Anta Gorda, devido ao grande número de antas e outros animais, existentes na região.

## História

### Fundação
A área do Município de Ouro Verde pertenceu à Província de São Paulo, depois para a província do Paraná, sempre em constante disputa. O marco forte da colonização de Ouro Verde aconteceu na década de 1940, com famílias de agricultores oriundas do Rio Grande do Sul e do Vale do Rio do Peixe. A abundância de pinheirais atraiu os primeiros colonizadores à região de Ouro Verde. Eram descendentes de italianos vindos do Rio Grande do Sul em busca de novas oportunidades. Foram instaladas 10 serrarias na então chamada Anta Gorda, antigo nome de Ouro Verde. O transporte das toras até Passo Fundo, no Rio Grande do Sul, era trabalhoso. Levadas por juntas de bois até o Rio Chapecozinho, cruzavam a corrente de balsa. A viagem demorava até 12 dias. No mesmo período, a região recebeu caboclos paranaenses e paulistas que também buscavam a riqueza dos pinheirais.

### Cronologia
- Distrito criado com a denominação de Ouro Verde ex localidade, pela Lei Municipal n.º 3, de 5 de maio de 1959, subordinado ao município de Abelardo Luz.
- Em divisão territorial datada de 1-VII-1960, o distrito de Ouro Verde figura no município de Abelardo Luz.
- Elevado à categoria de município com a denominação de Ouro Verde, pela Lei Estadual n.º 8.529, de 9 de janeiro de 1992, desmembrado de Abelardo Luz. Sede no antigo distrito de Ouro Verde. Constituído do distrito sede. Instalado em 1 de janeiro de 1993.
- Em divisão territorial datada de I-VI-1995; o município é constituído do distrito sede.
- Assim permanecendo em divisão territorial datada de 2003.[8]

## Geografia
Localiza-se a uma latitude 26º41'38'' sul e a uma longitude 52º18'43'' oeste, estando a uma altitude de 758 metros. A área do município é de 189 224 km².

### Limites
- Norte: Abelardo Luz
- Sul: Faxinal dos Guedes
- Leste: Faxinal dos Guedes
- Oeste: Bom Jesus